# حسن بن محمد بن علي آل ثاني
حسن بن محمد بن علي آل ثاني (المولود في سنة 1960) هو فنان قطري، فضلاً عن كونه جامعاً وباحثاً ومعلماً في مجال الفن الحديث المنبثق من العالم العربي والهند وآسيا. بالإضافة إلى ذلك فهو يشغل منصب نائب رئيس هيئة متاحف قطر، فضلاً عن كونه مستشاراً للشؤون الثقافية بمؤسسة قطر، ومؤسسَ متحف: متحف الفن العربي الحديث.

## تعليمه
درس الشيخ حسن في منتصف الثمانينيات مقرر دراسي في جامعة قطر بعنوان «الفن في القرن العشرين». وفي ذلك الوقت لم يكن هناك الكثير من المعلومات حول الفن العربي الحديث، فضلاً عن ندرة المؤسسات المخصصة للفن العربي الحديث في منطقتي الشرق الأوسط وشمال أفريقيا. وقد أدى كل ذلك إلى قيام الشيخ حسن بإنشاء مجموعته الخاصة وتوسيع معرفته بالفن العربي الحديث من خلال رعاية وتشجيع الفنانين العرب.

## المجموعة
استهل الشيخ حسن مجموعته في العام 1986 بأول عمل فني قام بشرائه والذي كان عبارة عن هرم مقلوب رأساً على عقب نفذه الفنان القطري يوسف أحمد. وبعد مضي 26 سنة نمت مجموعة الشيخ حسن حتى بلغت 6000 قطعة، أتت في معظمها من فنانين قطريين ولبنانيين ومصريين وسوريين وعراقيين. وفي يومنا هذا تغطي المجموعة الفنية للشيخ حسن جميع مراحل الفن الحديث في الشرق الأوسط منذ الثمانينيات وحتى وقتنا الحاضر.
وفي العام 1994 افتتح الشيخ حسن أحد المتاحف الخاصة، كما شرع في مساعدة وتشجيع فناني المنطقة وخصوصا الفنانين العراقيين الفارين من حرب الخليج. وفي عام 2004، قدم سعادة الشيخ مجموعته الكاملة لمؤسسة قطر، وتم بعد ذلك نقل المجموعة إلى هيئة متاحف قطر في العام 2009.

## متحف
كانت خطة الشيخ حسن الأولية عندما بدأ بتجميع مجموعته تقتضي إنشاء مؤسسة من شأنها أن تُعنى بمجموعته وتقوم بعرضها على العلماء والطلاب وعشاق الفن. وقد تحققت خطته في ديسمبر من العام 2010 بافتتاح متحف: متحف الفن العربي الحديث، وهو أول متحف من نوعه في الشرق الأوسط مخصص للفن العربي الحديث. ويستضيف المتحف حالياً مجموعة الشيخ حسن الكاملة.